# Oonops longipes
Oonops longipes là một loài nhện trong họ Oonopidae.
Loài này thuộc chi Oonops. Oonops longipes được Lucien Berland miêu tả năm 1914.